# Yogi (film 2007)
Yogi (Telugu: యోగి) – film indyjski w języku telugu, wyreżyserowany przez V.V. Vinayak, w którym po raz pierwszy Prabhas i Nayantara grają parę. Ramana Gogula, który skomponował muzykę do wcześniejszego filmu V.V. Vinayaka Lakshmi, jest twórcą utworów w filmie. Teledyski kręcono w Kanadzie, Egipcie i Malezji.
Film jest remakiem filmu kannada pod tym samym tytułem.
Podtytuł filmu: Uczucie nie mające końca.

## Fabuła
Prasad (Prabhas) to zwykły chłopak beztrosko żyjący na wsi. Rozpieszczony, bardzo kochany przez rodziców, a szczególnie matkę (Sharada Urvashi), która z trudem wydała go na świat. Jego dni mijają na braku obowiązków. Pomimo tego Prasad ma wielkie serce i w życiu kieruje się zasadami, których nauczyła go nadopiekuńcza matka. Niestety życie wiecznie lekkie nie będzie, a Prasadowi przyjdzie się zmierzyć z trudną rzeczywistością egzystencji w mieście Hajdarabadzie. Zostanie niejako zmuszony do przemocy i stanie się Yogi – Young Rebel Star. Przyjdzie mu walczyć ze złymi charakterami i stać się Super Herosem. Jednakże w sercu nadal będzie tym samym wiejskim chłopakiem bezgranicznie kochającym matkę, która z rodzinnej wsi wyrusza do Hajdarabadu w poszukiwaniu swojego syna.

## Obsada
- Prabhas – Eeshwar Chandra Prasad alias Yogi
- Nayantara – Nandini
- Sharada Urvashi – Shantamma
- Kota Srinivas Rao – Kotaiah
- Subbaraju – Saidulu
- Ali – Basha
- Pradeep Rawat – Narsing Pahilwan
- Chalapati Rao – Ram Murthy
- Mumaith Khan – w piosence

## Muzyka
Premiera ścieżki dźwiękowej 15 grudnia 2006
| Tytuł             | Wykonawca                  | Czas trwania |
| ----------------- | -------------------------- | ------------ |
| Dolu Baja         | Shankar Mahadean           | 4:33         |
| Orori Yogi        | Karthik, Bangalore Sunitha | 4:37         |
| Ye Nomu Nochindo  | Suresh                     | 4:27         |
| Gilli Gichi       | Rajesh & Ganga             | 4:12         |
| Nee Illu Bangaram | Tippu, Sunitha             | 4:28         |
| Gana Gana Gana    | Adnan Sami, Sudha          | 3:20         |